# Religion im Paläolithikum

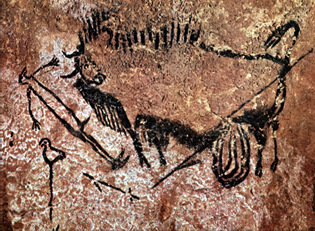
Szene im Schacht (Ausschnitt): Mensch mit Vogelkopf und Bison, Höhle von Lascaux (Magdalenien)

Religion im Paläolithikum bezeichnet das (rekonstruierte) religiös-kultische Weltbild des paläolithischen Homo sapiens, teilweise auch des Neandertalers.
Die meisten Wissenschaftler nehmen an, dass sowohl die Kulturen der Neandertaler als auch des frühen Homo sapiens im Paläolithikum bereits eine religiös-kultische Prägung aufwiesen. Problematisch ist dabei der Begriff der Religion, da es als fraglich gilt, was in der Alt- und Jungsteinzeit überhaupt als religiös und kultisch gedeutet werden kann. In der Urgeschichtsforschung, die in den Wissenschaften hauptsächlich zur Religion der Steinzeit Deutungen liefert, wird ein Religionsbegriff kaum hinterfragt, und so reichen die Interpretationen von der empiristisch-minimalistischen Annahme, bei religiösen Vorstellungen der Steinzeit handele es sich lediglich um Manifestationen von Tätigkeiten, die über das Alltägliche und die materielle Alltagsbewältigung hinausgehen, so dass nur ein Bild von der Ordnung des Universums angenommen werden kann (André Leroi-Gourhan), bis zu christlich geprägten Interpretationen, die jungsteinzeitliche Höhlenkunst als Ausdruck von Dankbarkeit einer Gottheit gegenüber sehen und an den Anfang der menschlichen Kultur eine Gotteserkenntnis als zentrales Moment stellen (Hermann Müller-Karpe). Letztere Position geht interpretativ weit über die archäologische Forschungssituation hinaus.
Ethnographische Vergleiche von Kult und Mythologie heutiger Jäger- und Sammlerkulturen mit der Geschichte der Religion sind heute ebenso umstritten, da sich alle kulturellen Phänomene im Laufe solch langer Zeiträume verändert haben. Aufgrund ihrer großen Anpassungsfähigkeit an veränderte Bedingungen sind ethnische Religionen ganz im Gegenteil sämtlich jünger als die bekannten Hochreligionen.
Funde, die als religiös-kultisch interpretiert werden können, sind beispielsweise Höhlenmalereien, jungpaläolithische Kleinkunst, Frauenfigurinen und andere Skulpturen wie der Löwenmensch sowie Gräber und ihre Ausstattung. Solche Funde deuten womöglich auf religiöse Vorstellungen in der Steinzeit hin, etwa auf eine Lebenskraft-Mythologie oder auch auf eine Auseinandersetzung mit der Leben-Tod-Problematik. Hinweise auf Lunarsymboliken werden angenommen. Die Jagdmagie-Hypothese wird hingegen wissenschaftlich zunehmend kritisiert.
Als wahrscheinlich gilt die Existenz archaisch-animistischer Religionen mit Jenseitsvorstellungen, ersten Mythen und einem „Herrn der Tiere“ als erster gottähnlicher Vorstellung in der frühen und mittleren Altsteinzeit sowie magisch-spiritueller Religionen, die erstmals in der späteren Altsteinzeit oder Mittelsteinzeit auftraten und durch kultische Rituale und vermutlich schon durch spirituelle Spezialisten gekennzeichnet waren.

## Forschung und Deutungen
Der erste bedeutende französische Prähistoriker war Abbé Henri Breuil (1877–1961). Er vertrat zwei Forschungsansätze:
1. Den ethnographischen Vergleich, bei dem nach Parallelen zwischen heutigen Kulturen wie den australischen Ureinwohnern und der Kultur des Jungpaläolithikums gesucht wird.
2. Die Theorie von der Jagdmagie, die heute allgemein nicht mehr anerkannt wird, z. B. auch deshalb, weil die dargestellten Tiere zu großen Teilen nicht aus dem damaligen Jagdwild, wie dem Rentier, bestehen, aber der Lebenswelt entsprechen.[6]

André Leroi-Gourhan (1911–1986) stand Breuil kritisch gegenüber und lehnte den ethnographischen Vergleich und die Isolierung einzelner Bilder ab. Er erforschte Höhlen in ihrer Gesamtstruktur. Obwohl er die Urgeschichtsforschung in Bezug auf künstlerische Darstellungen geprägt hat, ist seine Theorie einer sexuell-symbolischen Gegensätzlichkeit der Darstellungen heutzutage nicht mehr anerkannt.
Einer der führenden Archäologen und Prähistoriker heutzutage ist Jean Clottes, der auch zusammen mit David Lewis-Williams die Theorie vom „schamanistischen“ Ursprung der Malereien aufstellte, die zwar stark kritisiert wird, dennoch aber der Forschung neue Impulse gab.

## Bestattungen des mittleren Paläolithikums
Im mittleren Paläolithikum erschienen die ersten bekannten Begräbnisse. In Bodenlöchern wurden die Toten begraben, oft zusammen mit Steinwerkzeugen, Requisiten und Teilen von Tieren. Diese Bestattungen liegen zeitlich zwischen 120.000 v. Chr. und 37.000 v. Chr. und gelten als die ältesten bekannten, religiös motivierten Handlungen. Da aus ihnen geschlossen werden kann, dass Tote bewusst begraben wurden, gelten sie als älteste Formen kultischer Praktiken in der Urgeschichte. Sie erscheinen sowohl beim Neandertaler als auch beim Homo sapiens, wobei sich die Form der Begräbnisse kaum unterscheidet. Begräbnisse liegen in unterschiedlichen Formen vor, die rituelle Ausgestaltung der Gräber variiert, jedoch wurde fast überall roter Ocker verwendet, der häufig von Forschern als Farbe des Lebens und des Blutes gedeutet wird. Im Jungpaläolithikum wurde der rote Ocker dann weiterhin in zahlreichen Funden kultisch verwendet.
Es gibt Merkmale dieser rituellen Begräbnisse, die darauf hindeuten, dass an ein Leben nach dem Tode geglaubt wurde: Beispielsweise wurde eine Ost-West-Ausrichtung vorgefunden, die auf eine aufgehende Sonne, ein Symbol für neues Leben, hindeutet; es wurden ferner Embryonalhaltungen des Toten vorgefunden, die gleichfalls auf eine neue Geburt hinweisen, und die Ockerfärbungen deuten auf die Farbe des Blutes und des Lebens hin.
Auffällig ist, dass Bestattungen zu dieser Zeit nicht allgemein üblich waren, sondern eine Ausnahme bildeten, und Gräber sich oft in der Nähe von Wohnplätzen befanden, so dass man daraus schließen könnte, dass nicht die Entsorgung der Toten im Vordergrund stand. Vielmehr könnte es sich bei den Gräbern um Kultdenkmäler handeln, die religiöse Überzeugungen ausdrückten. Wissenschaftlich werden Jenseitsvorstellungen, apotropäische Magie, Ahnenkulte und zahlreiche weitere Interpretation diskutiert. Überzeugende Nachweise für entsprechende Deutungen wurden bislang nicht präsentiert. Ein Ahnenkult z. B. ist nicht erkennbar, da es viele Kinder- und Fötenbestattungen gegeben hat. Die Grabbeigaben werden traditionell so gedeutet, dass sie eine Ausrüstung für ein zukünftiges Leben darstellen. Dies erscheint jedoch insofern nicht plausibel, als diese Beigaben willkürlich aussehen und meistens den Toten nicht betreffen. Hier kann man annehmen, dass die Beigaben die Funktion hatten, dem Verstorbenen eine gewisse Aufmerksamkeit zukommen zu lassen.
Wahrscheinlicher ist es, dass das Weltbild der Steinzeit geprägt war von einer „Lebensliebe“, die sich auf das natürliche Leben und dessen Erhaltung und Erneuerung bezog. Davon geht beispielsweise auch der Ethnologe Hans Peter Duerr aus, und andere Funde als die Gräber der Steinzeit, wie im Folgenden gezeigt werden soll, lassen diesen Schluss ebenfalls zu.
Insgesamt scheinen die Begräbnisse aus dem Bedürfnis entstanden zu sein, dem Schrecken des Todes durch rituell-kultische Handlungen zu begegnen. Die Tod-Leben-Thematik wurde kontinuierlich weitergeführt und ist bestimmendes Motiv jeglicher religiösen Kulturproduktion gewesen. Um diese Problematik zu bewältigen, wurde anscheinend ausschließlich an die Mächtigkeit des Kultes geglaubt.
Die Fähigkeit des Neandertalers und des Homo sapiens im mittleren Paläolithikum zur Symbolbildung und damit zur Kulturbildung wird dennoch in der Archäologie und Religionswissenschaft kontrovers gesehen. Die Religionswissenschaftlerin Ina Wunn spricht den Menschen des Mittelpaläolithikums generell diese Fähigkeit ab und bestreitet deshalb, dass es irgendeine Religionsform zu dieser Zeit gegeben haben könnte. Die Archäologin C. Hackler hingegen schreibt schon dem Neandertaler eine volle Kulturfähigkeit zu, aufgrund einer materiell vorhandenen und somit auch geistig-gedanklichen Kultur, die auf eine menschliche Gemeinschaft und sprachliche Kommunikationsfähigkeit hinweist. Damit ist klar, dass der erste sprachbegabte Mensch zugleich zeitnah einen religiösen Überbau über sein schicksalhaft geprägtes Dasein erfand.

## Höhlenmalereien und Skulpturen im Jungpaläolithikum

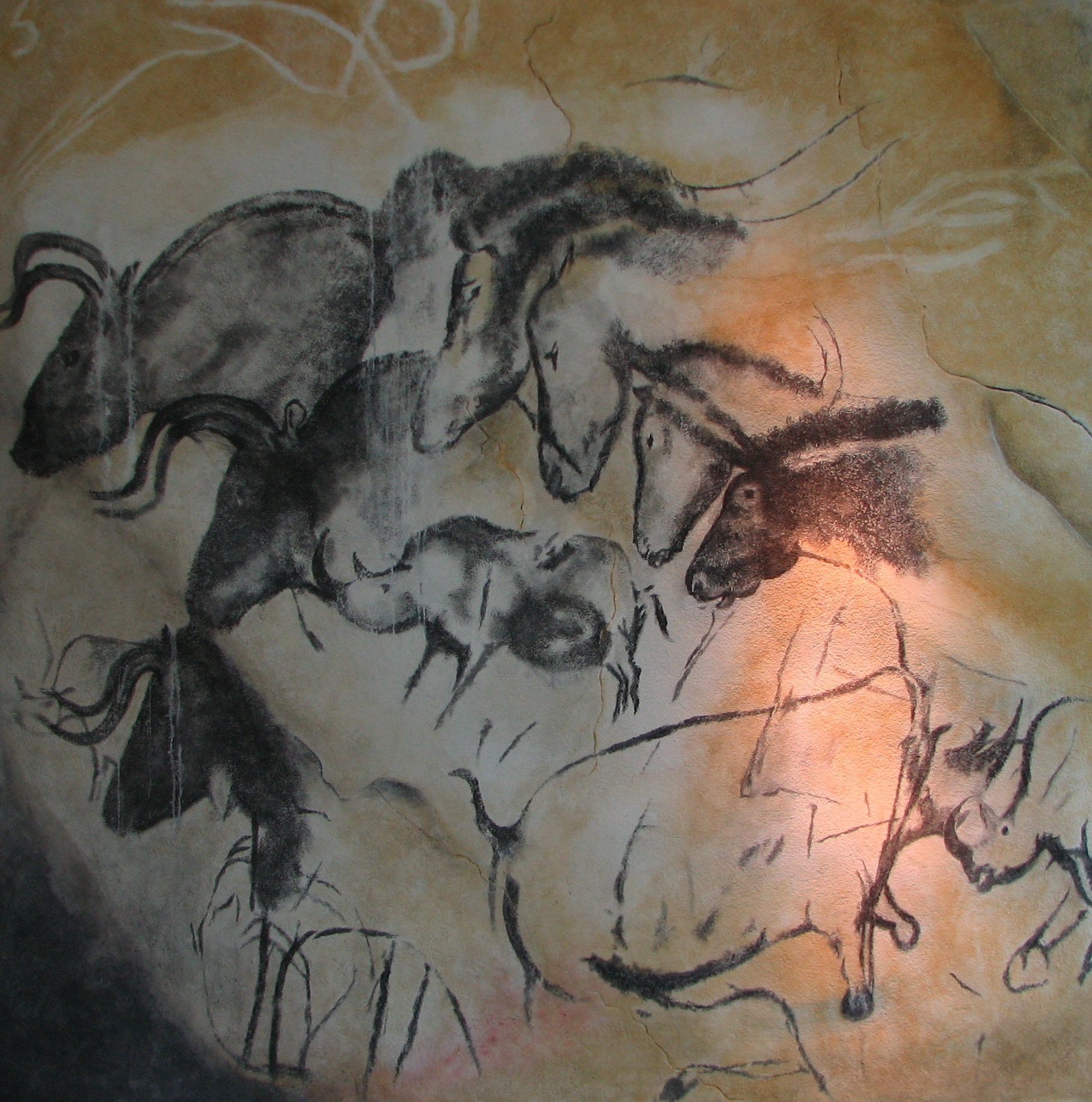
Tierbilder in Chauvet

Vor allem in Europa kam es in der Zeit von 35.000 v. Chr. bis 10.000 v. Chr. neben der Werkzeugproduktion zur Kunst, die als regelrechte Explosion künstlerischer Aktivität gilt. Dabei wird insbesondere die Höhlenmalerei als Höhepunkt eines Kulturausbruchs des Jungpaläolithikums gewertet. Der Großteil der bislang bekannten Höhlenkunst sind Höhlenmalereien des frankokantabrischen Raums.

### Die Höhle
Heutzutage wird generell angenommen, dass die bemalten Höhlen sakrale Funktion hatten.
Ein Teil der Höhlen des Jungpaläolithikums hat einen schlauchförmigen engen Zugang an dessen Ende sich die Höhle zu einem Raum öffnete, der mit Tieren und geometrischen Formen bemalt sein kann. Verengungen, Spalten, Ovale und Grotten sind oftmals mit rotem Ocker markiert. Da verschiedene Formen vorgefunden wurden, die eine Vulvagestalt aufweisen und mit rotem Ocker markiert sind, geht man davon aus, dass die Höhlen mit einer Vulva assoziiert wurden. Aus der Altsteinzeit sind zudem einige Darstellungen von Frauen in den Höhlen erhalten, im Jungpaläolithikum häufen sich diese Darstellungen, gleichzeitig gibt es eine große Anzahl von stilisierten (oft gravierten) Darstellungen von Vulven. Einige der Venusfigurinen waren ursprünglich mit rotem Ocker eingefärbt. Da roter Ocker auch später noch kultisch verwendet wurde, kann man annehmen, dass dies auch im Jungpaläolithikum schon eine Rolle spielte. Möglicherweise handelt es sich hier um eine Symbolik, die späteren vielfältig vorkommenden Initiationsriten verwandt ist, in denen eine Neugeburt durch eine Rückkehr in den Uterus stattfindet. Die Darstellung von Tieren in den Höhlen könnte in diesem Zusammenhang darauf hindeuten, dass auch die Tiere, die in der Natur zyklisch verschwinden und wiederkehren in die Höhle eingehen, um dort neugeboren zu werden.

### Tierdarstellungen
Anzunehmen ist bei jenen Wildbeutergesellschaften, dass die Abhängigkeit von der Natur das zentrale Lebensgefühl darstellte. Deshalb ist es wahrscheinlich, dass die Symbolisierungen steinzeitlicher Kunst um dieses Thema der Abhängigkeit von der Natur kreisen. In den Höhlenmalereien spielen Tierdarstellungen eine dominierende Rolle. Dabei gibt es bestimmte Ausdrucksformen: Es werden zum größten Teil Tiere dargestellt, die sich durch Körpermächtigkeit auszeichnen, z. B. Bisons, Rinder, Mammuts, Nashörner, Löwen und wild bewegte Pferde. Steinzeitmenschen hatten nicht unsere heutige Distanz zu Tieren, die regional ihr Überleben ausschließlich sicherten. Die Darstellung solcher Tiere kann etwa als Darstellung der Sehnsucht nach dem Überleben verstanden werden. Menschendarstellungen sind in den Höhlen selten. Man kennt Beispiele vor allem von zwei Formen: zum einen als verletzte (gespeerte) Männer und zum anderen als Tier-Mensch (sog. „Zauberer“) bzw. Mischwesen.
Da der Schwerpunkt der Höhlenbilder auf den Tierdarstellungen liegt, kann man dies als Identifikation von Menschen und Tieren – bzw. deren Eigenschaften – interpretieren. Ein Beleg dafür ist der Knochenstab von Isturitz, auf dem die menschliche Sexualität mit der von Tieren parallelisiert wird. Außerdem stellten Tiere die Hauptlebensressource für die Menschen dar. Die Höhlenmalereien könnten also – anders als die Jagdmagie-Theorie nahelegt – den Zweck gehabt haben, die Tiere durch die Malereien zur Regeneration zu bringen und den Frevel des Tötens wiedergutzumachen. Ebenso können sie Hierogramme gewesen sein, die höhere Mächte versinnbildlichten. Dies würde auch erklären, dass Menschen als Opfer dargestellt werden oder Mischwesen vorkommen. Abgesehen davon deuten auch andere, im Folgenden erläuterte Symbole auf eine solche Annahme hin.

### Lunarsymbolik

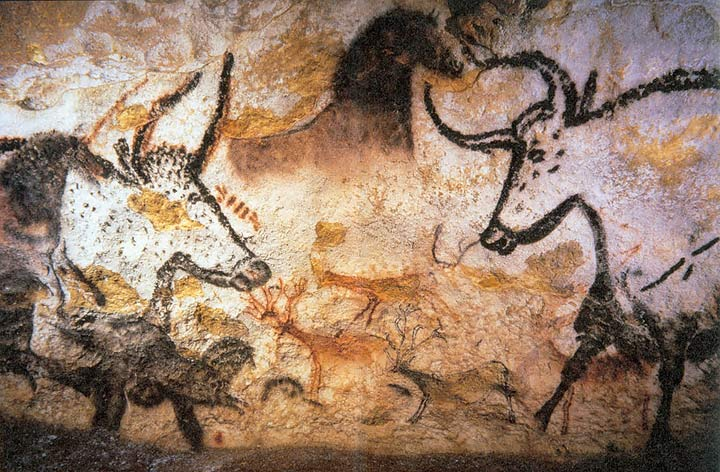
Stiere in Lascaux

Auffällig ist, dass Schlangen, Fische und Vögel nur sehr selten vorkommen. Außerdem gibt es keine Landschaften. Die körperliche Mächtigkeit oder Schnelligkeit der dargestellten Tiere könnte grundsätzlich auf Dynamik, Vitalität und Omnipotenz hinweisen. Die meisten Tiere sind bewegt dargestellt bis hin zu Darstellungen von gleichsam umeinander wirbelnden Tieren; es entsteht ein Eindruck von pulsierendem Leben. Ein anderes Merkmal der dargestellten Tiere ist, dass diese, abgesehen von den Pferden, alle Geweihe, Hörner oder Stoßzähne tragen. Die Darstellung der Hörner weist zumeist Besonderheiten auf, die womöglich auf einen symbolischen Ausdruck hatten.

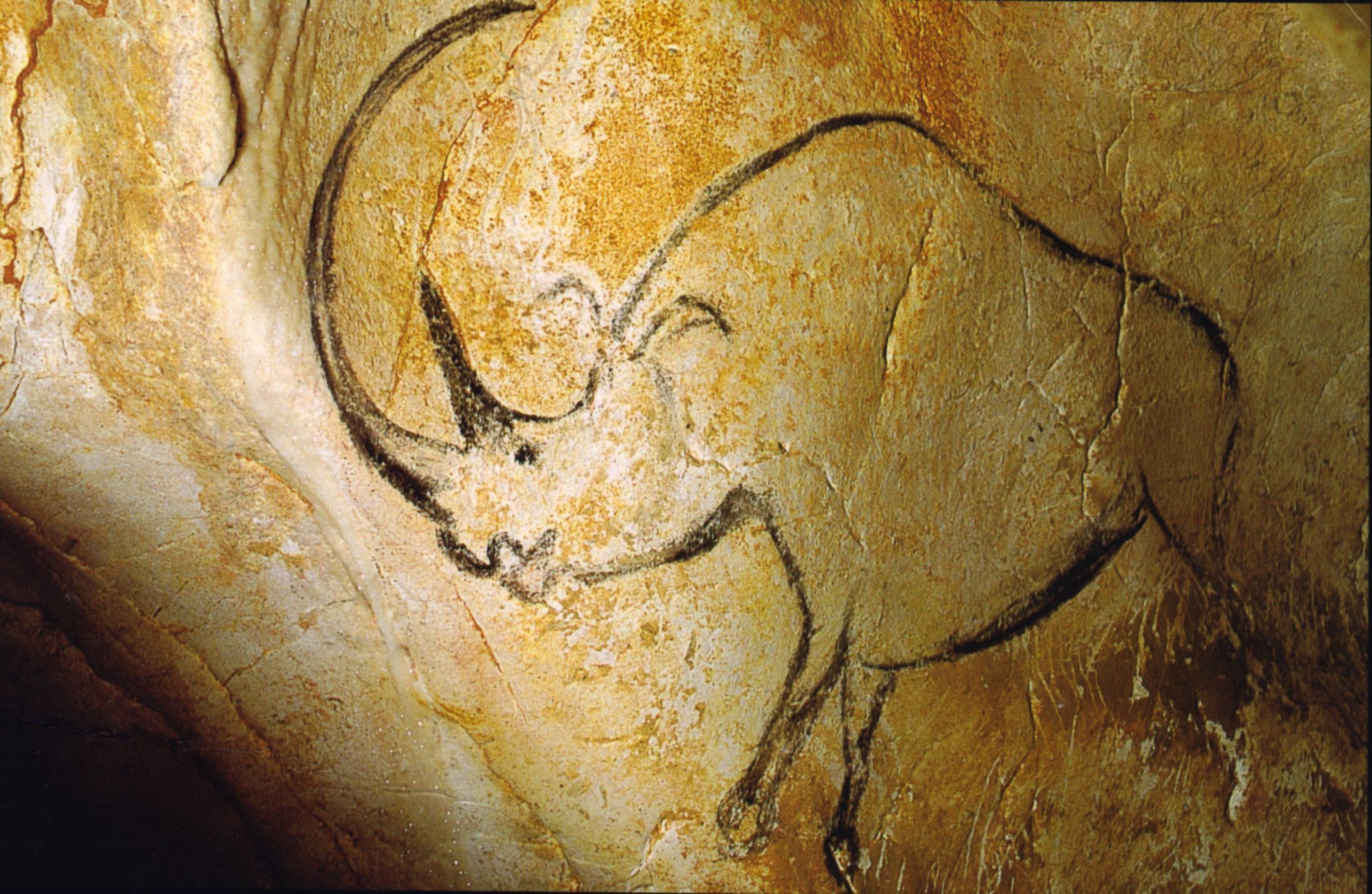
Rhinozeros mit auffällig betontem Horn, Chauvet

In den Höhlen von Lascaux, Chauvet und in einigen der Dordogne werden die Hörner halbkreisförmig, dem Betrachter zugewandt und unperspektivisch dargestellt, obwohl die Maler ansonsten die Perspektive beherrschten. Bei einigen Darstellungen wirken die Hörner auch wie nachträglich eingezeichnet. Es kann vermutet werden, dass hier eine Beziehung zum Mond vorliegt, insbesondere deshalb, weil in späteren Kulturen das Mondhorn ein Kultsymbol war, z. B. die stilisierten Kulthörner in der minoischen Kultur und in Ägypten als Kuhgehörn von Hathor oder Isis.
Die Wichtigkeit der Hörner und Geweihe wird dadurch betont, dass die Malereien insbesondere die Hörner und Geweihe hervorheben und diese oft übertrieben groß darstellen, im Gegensatz zum Naturalismus der Tierdarstellungen.
Eine Verbindung zur Sexualität besteht, trotz des angenommen kultischen Verhältnisses zum Leben, jedoch nicht; es gibt keine sexuellen Darstellungen von sich paarenden Tieren. Sollte es sich bei der steinzeitlichen Kunst um Leben-Tod-Regenerationsmythen handeln, dann wären Regeneration und Geburt-Wiedergeburt nur mit dem weiblichen Prinzip assoziiert; möglicherweise gab es in dieser Periode der Menschheit noch kein Wissen um die männliche Zeugung. Auf Parthenogenese kann man aufgrund der Mythen späterer Kulturen schließen, wo die Welt z. B. aus einem Ei geboren wird oder aus einer Göttin bis hin zur Jungfrauengeburt Jesu. Auch die hauptsächliche Darstellung von Frauen in den Frauenfigurinen deutet auf die zentrale kultische Funktion des Weiblichen hin.
Ein Relief, das wahrscheinlich eine Lunarsymbolik in Verbindung mit dem Weiblichen aufweist, ist die Venus von Laussel oder „Venus mit dem Horn“ mit einem geschätzten Alter von 25.000 Jahren. Die abgebildete Frau hält ein Bisonhorn mit 13 Kerben. Sie ist nackt, ohne Gesicht und mit perspektivisch zu kleinen Armen und Beinen. Ursprünglich war sie mit rotem Ocker bemalt. Das Bisonhorn kann als Symbolisierung der Mondsichel verstanden werden, die dreizehn Kerben könnten mit den Mondphasen vom Aufscheinen der Neumondsichel bis zum Vollmond in Verbindung stehen, ebenso aber mit der Menstruation.

### Symbolik des Lebensatems
In der Höhlenkunst der Eiszeit kommen Zeichen vor, die an Mund und Nase der Tiere erscheinen. Es wird vermutet, dass es sich hier um eine Symbolik des Lebensatems handeln könnte. Im (umstrittenen) Kulturvergleich kann man ein solches Konzept in vielen rezenten Jäger-Sammler-Gesellschaften und bei vielen Formen des Schamanismus feststellen, es ist aber auch in Ackerbaukulturen und städtischen Gesellschaften bekannt.
Gleichfalls gibt es eine Fülle von Zeichen, die menschliche und tierische Darstellungen verbinden. Möglicherweise handelt es sich hier um eine absichtlich erzeugte Symbolik der Verbundenheit von Mensch und Tier, die Darstellungen der 'Zauberer', tier-menschlichen Mischwesen, deuten auf die gleiche Symbolik hin. In Verbindung mit dem Lebensatem könnte hier auch eine Symbolik der allgemeinen Lebenskraft vorliegen, die Mensch und Tier verbindet.

### Kategorien abstrakter Zeichen

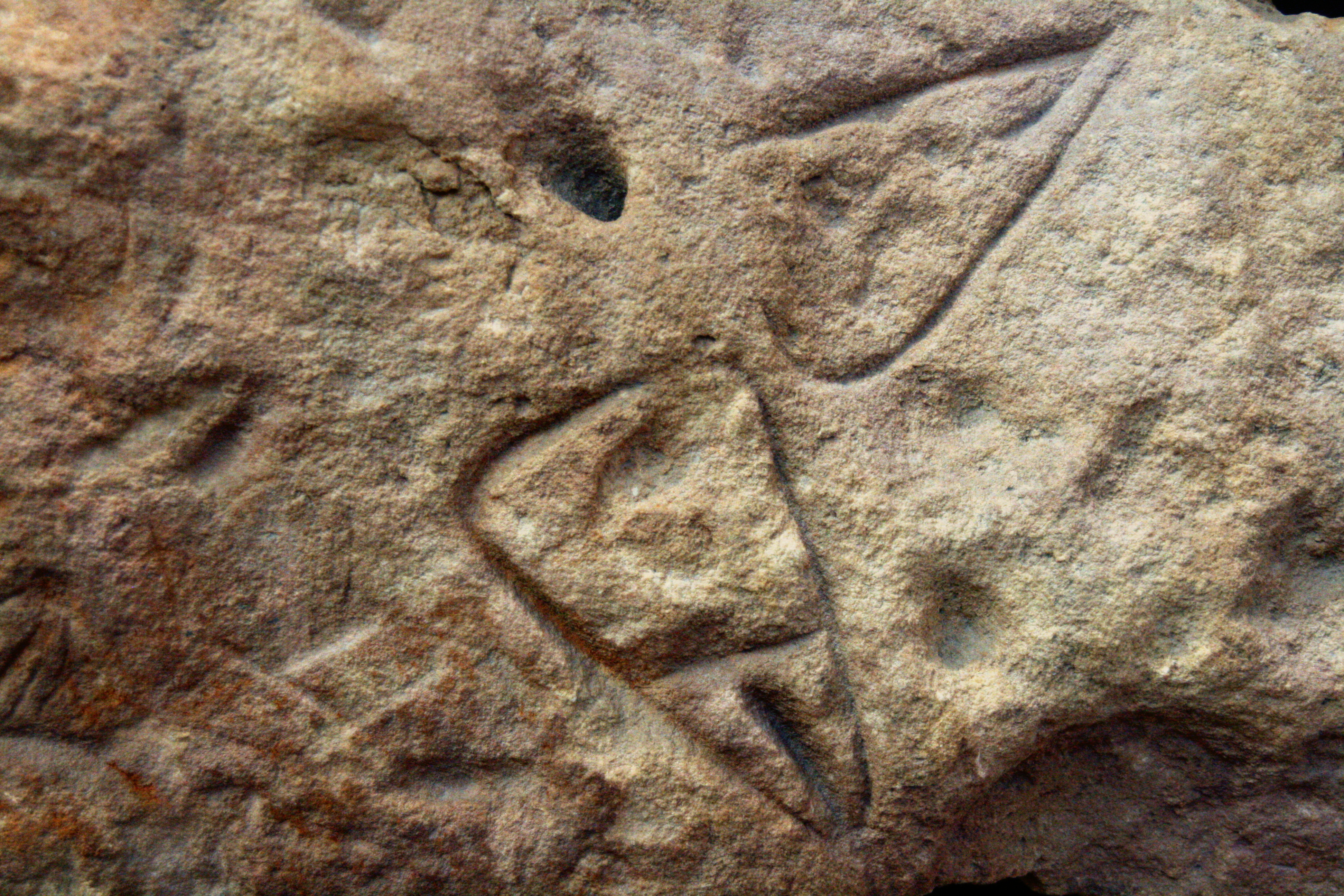
Stilisierte Vulva-Darstellung

In den Höhlen gibt es eine Vielzahl abstrakter Zeichen und Symbole. Auffällig ist deren gegenüber naturalistischen Darstellungen größere Anzahl. Es gibt einfache Zeichen wie Linien, Punkte, Geraden, und es gibt komplexere Zeichen wie Gitter und Leitern, teilweise auch hausförmige oder keulenförmige Strukturen. Diese Zeichen sind in der Forschung lange nicht beachtet worden, sie wurden höchstens konkret gedeutet, etwa als Häuser und Keulen, was heutzutage jedoch als Interpretation nicht mehr anerkannt wird. Leroi-Gourhan ging von der psychoanalytisch motivierten Annahme aus, dass es sich um sexuelle Symbole handelt. Er versuchte, diese Zeichen mit den ihnen angeblich entsprechenden Tierarten und Höhlenabschnitten in eine Beziehung zu setzen und so ein binäres Prinzip von Weiblichkeit und Männlichkeit zu rekonstruieren. Diese Hypothesen werden zunehmend in Frage gestellt.
In einigen neueren psychologischen Schamanismus-Theorien wird postuliert, es handele sich bei diesen Abstraktionen um neurophysiologische Phänomene, die in Trancezuständen aufträten, da in der schamanischen Trance den Schamanen oftmals Lichtzeichen erscheinen, die mit denen in den Höhlen häufig übereinstimmten, beispielsweise Punkte, Linien oder Gitter. Bosinski hat darauf hingewiesen, dass bestimmte Zeichen in den Höhlen sich auf kleine geographische Räume begrenzen, was bedeuten würde, dass die postulierten Trance-Erscheinungen in unterschiedlichen Gebieten unterschiedliche Zeichen hervorgebracht hätten. Aus diesem Grund hält Bosinski die These für nicht haltbar, ebenfalls gibt es weitere Kontroversen in Bezug auf diese Schamanismus-Theorie.
Bosinski unterscheidet jedoch nicht Kategorien von Zeichen: So gibt es zwei Gruppen, Zeichen, die einfach und geometrisch sind, und Zeichen, die komplex sind, beispielsweise hausartige und keulenförmige Zeichen. Die erstere Gruppe der einfachen Zeichen ist überregional verbreitet, während die komplexen Zeichen regional und lokal sind. Die komplexen Zeichen sind in schamanischen Trance-Erlebnissen nicht vorhanden.
Wahrscheinlich hatten also die Zeichen nicht alle einen Ursprung und eine Bedeutung, sondern man müsste von einer Differenzierung der Zeichen ausgehen, um diese zu analysieren. Unterscheiden kann man solche Zeichen, die einfach sind und nachweislich eine steinzeitliche Tradition haben, von solchen, die anderen Bildern zugeordnet sind und deshalb in diesem Kontext gedeutet werden müssen.
Die Vulva wird oft dargestellt, häufig dabei zeichenhaft vereinfacht und stilisiert, mitunter aber auch naturalistisch dargestellt. Vulven wurden bereits im Aurignacien abgebildet.
Angesichts von Bildern, auf denen z. B. eine stilisierte Vulva von einem schwarzen Pfeil getroffen wird, liegt hier wohl ebenfalls eine Leben-Tod-Mythologie vor, der schwarze Pfeil fungiert auch in anderen Bildern als Todessymbol. Man kann daraus schließen, dass Vulven nichts mit Fruchtbarkeit oder Sexualität zu tun hatten, sondern den lebenspendenden Schoß symbolisieren. Da Vulven in Höhlen häufig vorkommen, kann man annehmen, dass es sich um einen Regenerierungskult gehandelt hat, auch angesichts des Symbols der Höhle selber als weiblicher Schoß. Im Mittelpunkt dieses Kultes hätte dann das Symbol der Frau und des Weiblichen gestanden.
Feststehende Zeichen sind auch Gitter, die aber mehr in der Kleinkunst und nicht in den Höhlen verbreitet waren. Gitterfunde liegen reichlich vor. Die ersten Gitterzeichen wurden bereits in der Blombos-Höhle gefunden, hierbei handelte es sich um Rautenmuster auf graviertem Ocker. Diese Stücke stammen aus der Zeit um 75.000 v. Chr. Im Neolithikum haben sich die Gitterformen auch im religiösen Sinne noch weiter verbreitet, obwohl man daraus keine Rückschlüsse für das Paläolithikum ziehen kann. Die aus dem Mesolithikum stammenden Höhlen von Fontainebleau sind übersät mit Gittern, hier mag dieses Symbol eine zentrale kultische Bedeutung gehabt haben.
Die im Paläolithikum vorkommenden Zeichen finden sich in ähnlicher oder auch veränderter Form in späteren Kulturen. Aus den rekonstruierten religiösen Bedeutungen späterer Epochen wird mitunter auf die religiösen Vorstellungen der Altsteinzeit geschlossen. Ob und inwieweit solche Rückschlüsse zulässig sind, bleibt in der Forschung umstritten.

### Prähistorischer Schamanismus

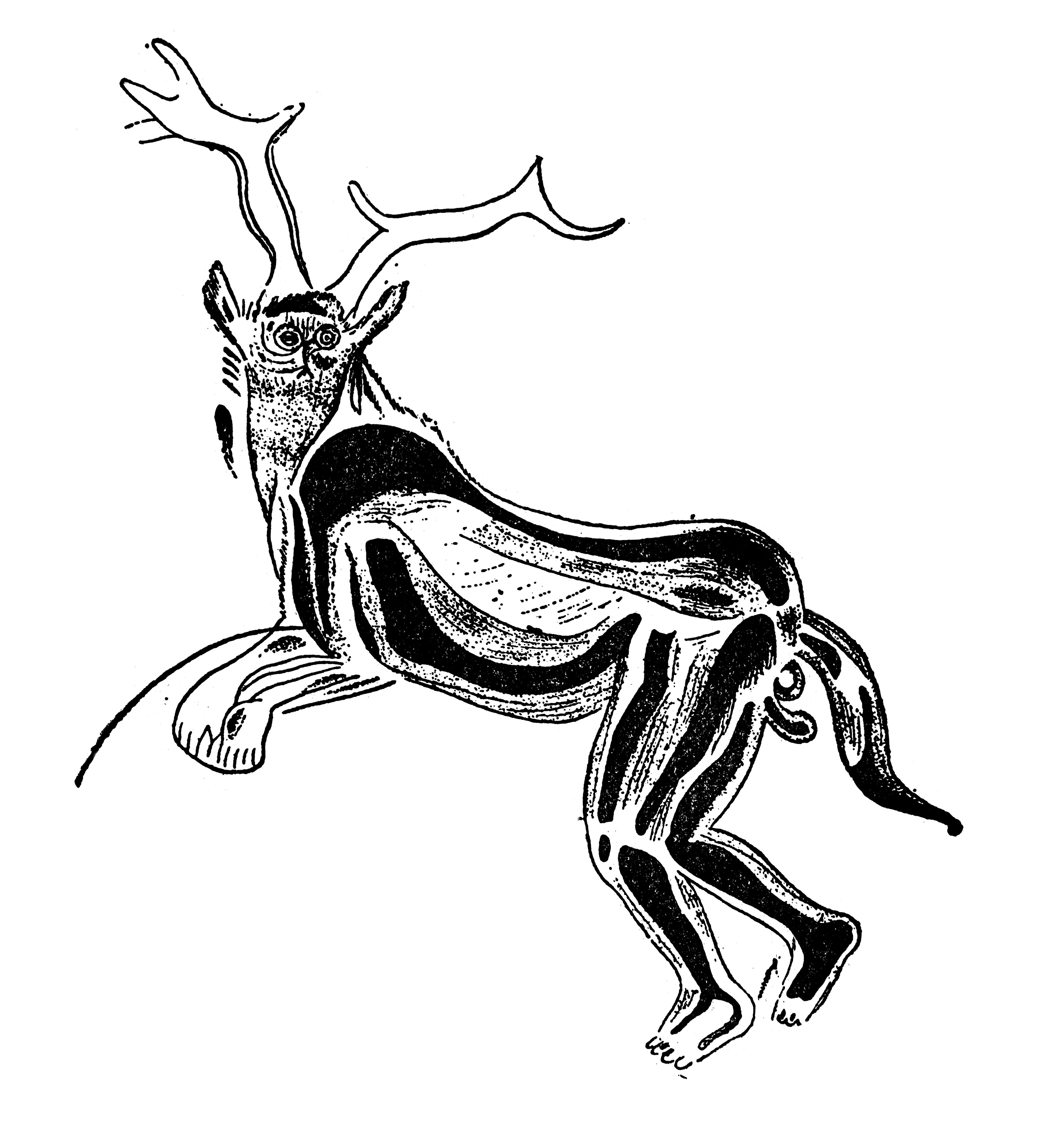
Der „Zauberer“ von Trois-Frères

Seit Beginn des 20. Jahrhunderts wird die Höhlenkunst mit Schamanismus in Verbindung gebracht. Seit Ende des 20. Jahrhunderts wird dabei auch auf Trance und veränderte Bewusstseinszustände verwiesen, wobei angenommen wird, es gäbe drei Phasen dieser Trancezustände, die sich auch in den Motiven der Höhlenkunst erkennen ließen. Bezogen werden diese Theorien vor allem auf ethnographische Parallelen aus Südafrika. Die Höhlenkunst wird also hier als Verbildlichung von Trance-Visionen angesehen.
Generell wurden die Schamanismus-Theorien stark kritisiert, u. a. auch die wissenschaftlich nicht haltbaren neuropsychologischen und ethnographischen Vergleiche, da diese sich nur auf vereinzelte Daten in Südafrika beziehen. Die postulierten drei Trancezustände seien zumeist nur unter geringen Dosen von LSD vorzufinden und zeigten keinerlei Verbindung zur eiszeitlichen Kunst. Gegen eine Produktion der Bilder in Trance spricht außerdem, dass diese Bilder häufig sorgfältig geplant und künstlerisch sehr elaboriert sind. Als Beleg für die Schamanismus-Theorie gelten die tiermenschlichen Mischwesen, die als Schamanen gedeutet werden. Jedoch gibt es nur wenige solcher Figuren in der Höhlenkunst, so dass sie nicht als repräsentativ angesehen werden können. Ebenfalls gibt es keinerlei Anhaltspunkte, dass es sich nicht um Phantasiewesen, Zauberer, mythische Wesen oder Menschen, die als Tiere verkleidet sind, handeln kann. Oft vertreten wird auch die Annahme, bei der Höhlenwand handele es sich um eine Art Vorhang zu einer anderen, spirituellen Welt, die der Künstler zu erreichen versucht, indem er durch diesen Vorhang tritt oder Tiere durch ihn hindurchtreten sieht.
An der Trance-Theorie wird zudem kritisiert, dass es bis zu 70 verschiedene Arten von Trance gibt, diese nicht wissenschaftlich definiert ist, und Trance kein zwingender Indikator für eine Form von Schamanismus ist.

### Venusfigurinen und Frauendarstellungen

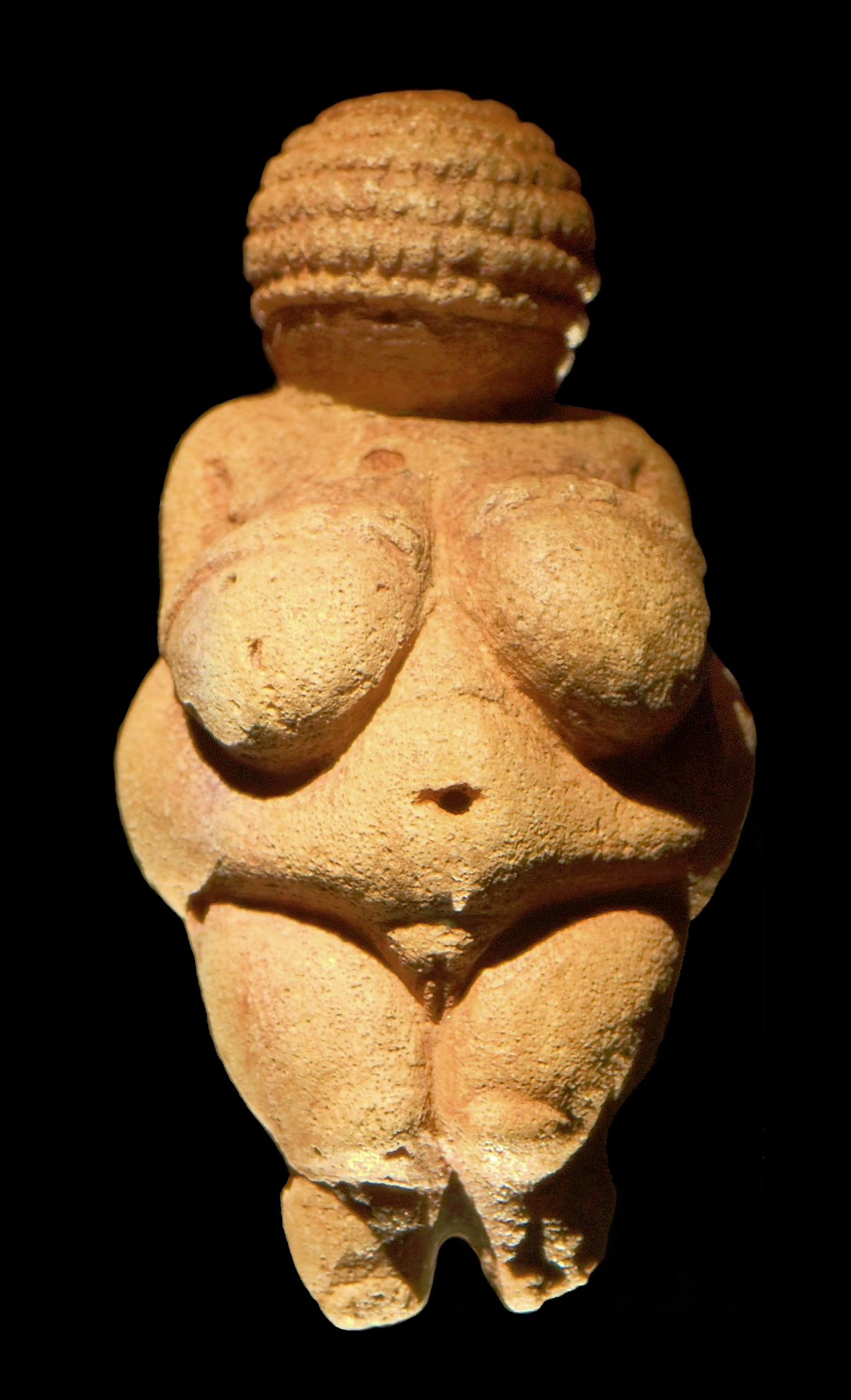
Venus von Willendorf

So genannte Venusfigurinen sind in großer Fülle in weit ausgedehnten geographischen Räumen gefunden worden, die berühmteste von ihnen ist die Venus von Willendorf. Umstritten ist ihre Deutung. Der Großteil der Theorien zu den Figuren ist aus archäologischer und wissenschaftlicher Sicht nicht haltbar. Heutzutage wird angenommen, dass es sich nicht um Göttinnen und auch nicht um überhöhte Darstellung innerhalb von Fruchtbarkeitskulten handelt. Dies wird u. a. ethnologisch und historisch begründet, da in nicht-stratifizierten Gesellschaften ein Pantheon mit einem Götterhimmel an der Spitze nicht vorkommt und eine Zunahme der Fruchtbarkeit nicht im Interesse von Jäger- und Sammlerkulturen liegt. Solche Gesellschaften kennen zumeist eine Form der Geburtenkontrolle. Aus diesem Grunde sind auch Deutungen der Figurinen als Priesterinnen abzulehnen.
Häufig wurden die Figurinen als Schwangere gedeutet, woraus ein Fruchtbarkeitskult abgeleitet wurde. Die Annahme eines solchen Kultes kann jedoch nicht alle Darstellungen erklären, da es erstens keine Mutter-Kind-Darstellungen gibt und zweitens Kinder aufgrund ihrer hohen Pflegebedürfnisse für wandernde Jäger und Sammler eine Belastung darstellen. Außerdem gibt es nicht nur füllige Frauenfigurinen, vielmehr weist etwa ein Drittel der Figurinen keine üppigen Körperformen auf. Darüber hinaus sind bei der Hälfte der ca. zweihundert Fundstücke keine eindeutigen Geschlechtsmerkmale erkennbar. Eine in Laussel gefundene, mindestens 20.000 Jahre alte Halbreliefdarstellung zweier in Eiform verbundener Wesen wurde als Ausdruck der binären Unterscheidung der Geschlechter gedeutet. Das Relief wurde auch als Mutter Erde und Vater Himmel bzw. als Geburtsszene interpretiert.
Ein Vergleich mit neolithischen und späteren Funden von Frauendarstellungen ist zumindest problematisch, weil ab dem Neolithikum völlig andere gesellschaftliche und wirtschaftliche Umstände vorlagen. Zudem tragen die meisten paläolithischen Figuren gemeinsame Merkmale, die auf ein allgemein verbreitetes Symbol hinweisen und darauf, dass kulturelle Traditionen in Bezug auf die Figurinen über ganz Europa verbreitet waren. Die neolithischen Figuren sind hingegen deutlich differenziert in Bezug auf Darstellung, Details und kulturellen Kontext, auch unterscheiden sie sich von den paläolithischen Figurinen, so dass die neolithische Skulpturen nur regional gedeutet werden können.
Hingegen ist in vielen ethnographischen Beispielen der Gebrauch von Figurinen als magisches Objekt, um eine Schwangerschaft herbeizuführen, bekannt, was jedoch nicht einen generellen Fruchtbarkeitskult ausdrückt.
Viele der paläolithischen Frauenfigurinen sind in einem häuslichen Kontext gefunden worden, in den ersten Hütten und Häusern, nahe dem Herd. In vielen traditionellen Gesellschaften haben Frauen die Rolle des Feuermachens und sind auf Haus und Familie bezogen. Der Kontext der Funde lässt darauf schließen, dass es schon im Paläolithikum solche Rollenvorstellungen gegeben haben könnte, so dass diese Figuren weniger Göttinnen zeigen, sondern Geister, die einen symbolischen Zusammenhang des Schutzes von Haus und Herd aufzeigen.
Besser gedeutet werden können die Frauenstatuetten, die abstrahiert nur Brüste und Steiß erkennen lassen, z. B. die Venusfigurinen von Gönnersdorf. Aus der Humanethologie sind eine Reihe von drohenden und beschwichtigenden Gesten und Körperhaltungen bekannt, die bei vielen Völkern und Ethnien auch in künstlerischen Objekten vorkommen, z. B. phallische Statuetten und Handabdrücke. Solche Objekte sind oftmals an Türen angebracht um drohende Mächte abzuwehren. Daraus kann man schließen, dass es sich bei den abstrahierten Frauenfiguren um die beschwichtigende Geste des Brustweisens und -präsentierens handelt, die somit eine religiös-magische Praktik ausdrückt.
Trotz dieser Zusammenhänge könnte es auch eine eher profane Erklärung für die Statuetten geben. So könnte es sich auch einfach um Spielzeug für Kinder handeln, da kleine Figurinen als Puppen ebenfalls in vielen Kulturen belegt sind.
Eine andere Deutung der Figuren vertritt Clive Gamble, der annimmt, dass es sich bei den Venusstatuetten um ein Kommunikationssymbol gehandelt haben könnte. Darauf deuten ihre weite Verbreitung und die lange zeitliche Periode der Entstehung hin. Es könnte sich um ein allgemeines Symbol handeln, das unterschiedliche Kommunen verbunden hat. Der Zeitraum der Entstehung der Figurinen liegt in der Zeit der maximalen Vereisung, wo es vielleicht nötig war für Gruppen, extra ein größeres soziales Netz mit anderen Gruppen zu knüpfen. Zudem stammen die Figurinen nicht aus Höhlen, sondern aus dem Fundzusammenhang kann man schließen, dass sie als Objekt der Betrachtung gedient haben können.
Welche konkrete Funktion und Botschaft die Figuren vermitteln sollten, bleibt hier jedoch unklar. Kritisiert wurde an Gambles These, dass die Verbreitung der Figuren über 10.000 km und über 10.000 Jahre nicht plausibel erklärt wird, da diese nicht durch Abwanderung von Gruppen stattgefunden haben können. Dies wird aus archäologisch-ethnologischer Sicht aus dem Grund angenommen, dass Wildbeuter gemeinhin nicht ziellos umherwandern, sondern ein Basislager vorhanden ist und im Jahreszyklus ein größeres Gebiet bewandert wird. Ausgedehnte Wanderungen über 10.000 Kilometer haben wohl nicht stattgefunden.
Bei den Frauendarstellungen vom Typ Gönnersdorf und anderen verwandten Darstellungen wird vermutet, dass teilweise Tanzszenen abgebildet sind. Es könnte sich dabei um rituelle Tänze handeln. Da diese Szenen in der Nähe von Feuerstätten angebracht sind, und diese in vielen Kulturen als kultisch angesehen werden, könnte hier ein Zusammenhang zu kultischen Tänzen bestehen.
Im Jahr 2020 wurde in einer Studie auf einen zeitlichen Zusammenhang zwischen dem Alter der Figuren und einer Abkühlung des Klimas hingewiesen. Die „Fettleibigkeit“ der Figuren könnte daher Ausdruck des Wunsches nach einer besseren, verlässlicheren Nahrungsgrundlage gewesen sein.